# Castell de Sant Esteve de Mar
El castell de Sant Esteve de Mar és un castell situat dalt d'un penya-segat al terme municipal de Palamós, al Baix Empordà, entre la platja de la Fosca i la cala de s'Alguer. Només se'n conserven algunes bases de torre i alguns murs. S'hi accedeix des d'un camí que surt des de la platja de la Fosca. L'any 2015 l'Ajuntament de Palamós consolidà les restes en el marc del programa Romànic Obert, impulsat per la Generalitat de Catalunya i la Fundació La Caixa.

## Descripció
A llevant resta la part d'una baixa torre de planta rectangular, excavada en part a la roca natural, fins a l'arrencada d'una volta. Una mica més enrere es veu un mur atalussat d'uns 5 metres, al nord del qual s'aixeca una torre rectangular com la de llevant però que es manté a l'altura del mur. A migdia n'hi ha una altra amb un aparell de pedres més grosses que possiblement és més tardana. A tocar de la masia s'hi conserven les restes d'una d'iguals característiques. L'entrada al recinte fortificat ha quedat desfigurada per la masia, avui enrunada, que s'hi aixecava recolzada en l'antiga construcció.

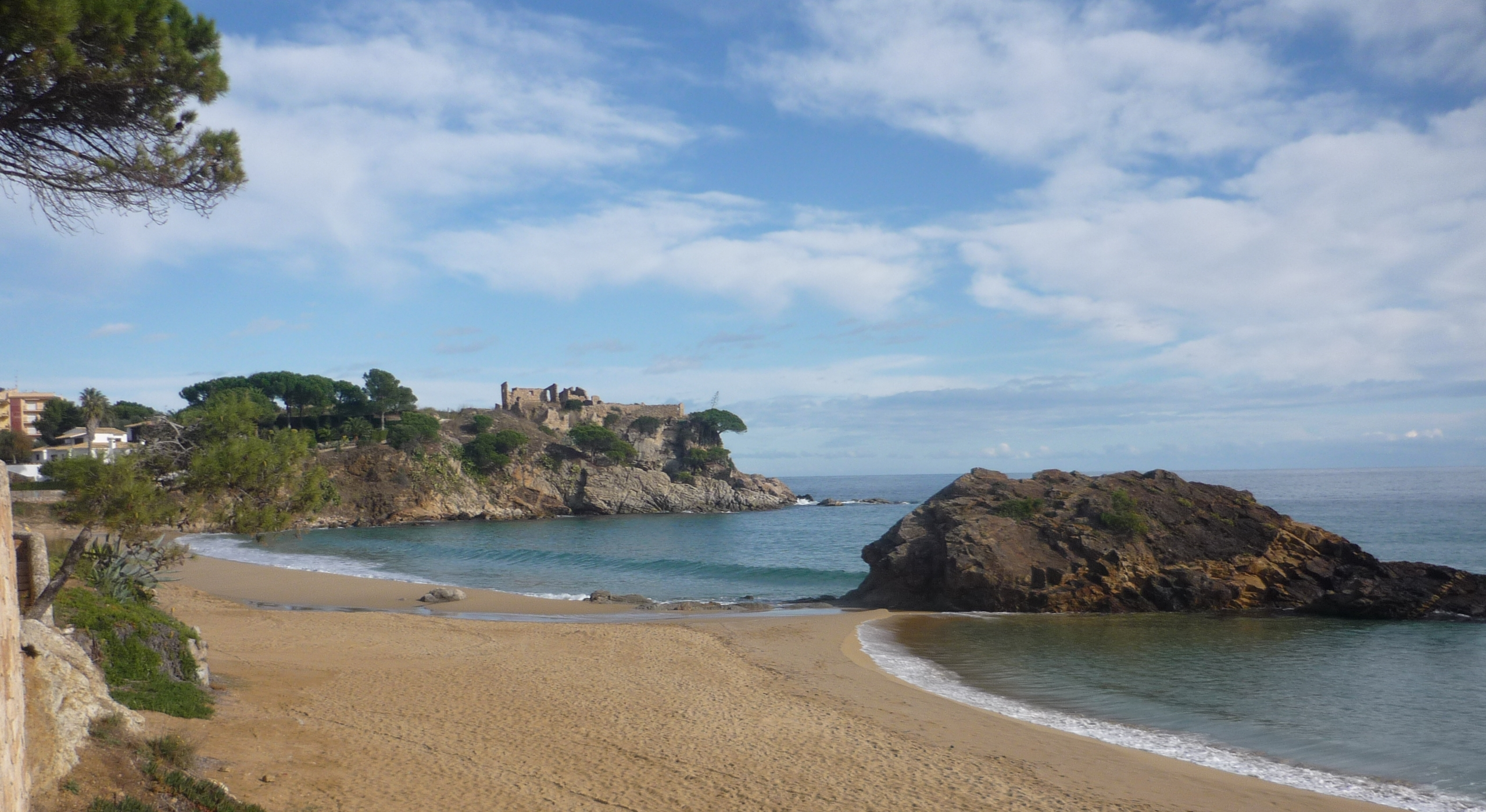
Vista des de la platja de la Fosca

## Història
El castell fou construït sobre una vil·la romana que, al seu torn, segurament fou construïda sobre un assentament iber. S'esmenta per primera vegada el 1063 en un document en pergamí que es conserva als fons del monestir de Sant Pere de Galligants, a l'Arxiu de la Corona d'Aragó. Fa referència a dos castells, el castellum quod uocatur Sanctus Stephanus de Peculiare (entenent Peculiare com a possessió en alou del monestir de Sant Pere de Galligants) i el castellum Maur.
El Castrum Sancti Stephani de Mari era la seu d'un domini senyorial que, l'any 1272, estava en mans de Dalmau de Palol, fill d'un altre Dalmau de Palol i Agnès de Sant Esteve, senyors de Vulpellac, al terme de Forallac. L'any 1277 el mateix Dalmau de Palol, a través d'Arnau sa Bruguera, primer alcalde de Palamós, va vendre al rei Pere II el Gran el castell, juntament amb les terres i masos que li corresponien, pel preu de 7.500 sous barcelonesos, amb l'objectiu de satisfer la voluntat reial de posseir un port a la costa empordanesa.
Durant l'edat mitjana el posseïren diferents senyors feudals: Simon de Geronella, Jaume de Cornellà, Bernat Pallarès (Barcelona), el seu fill Pere Pallarès i, finalment, Berenguer de Cruïlles, important senyor feudal de l'Empordà, que el comprà a l'amo anterior per 20.000 sous barcelonesos. El 1484, tots els dominis del Castell de Sant Esteve i la vila de Palamós van passar a mans de Galceran de Requesens, primer comte de Palamós.
Durant la Guerra dels remences fou enderrocat gairebé en la seva totalitat i estigué abandonat fins que en els segles XVI-XVII fou reconvertit en casa de pagès. El castell passa a ser un punt estratègic de vigilància i defensa avançada de Palamós i els seus entorns. Al mateix moment, es convertí en un mas. Durant l'Edat Moderna s'hi compaginà l'explotació agrícola amb el control de la costa, especialment per alertar la població de les incursions de pirates i corsaris del Nord d'Àfrica.

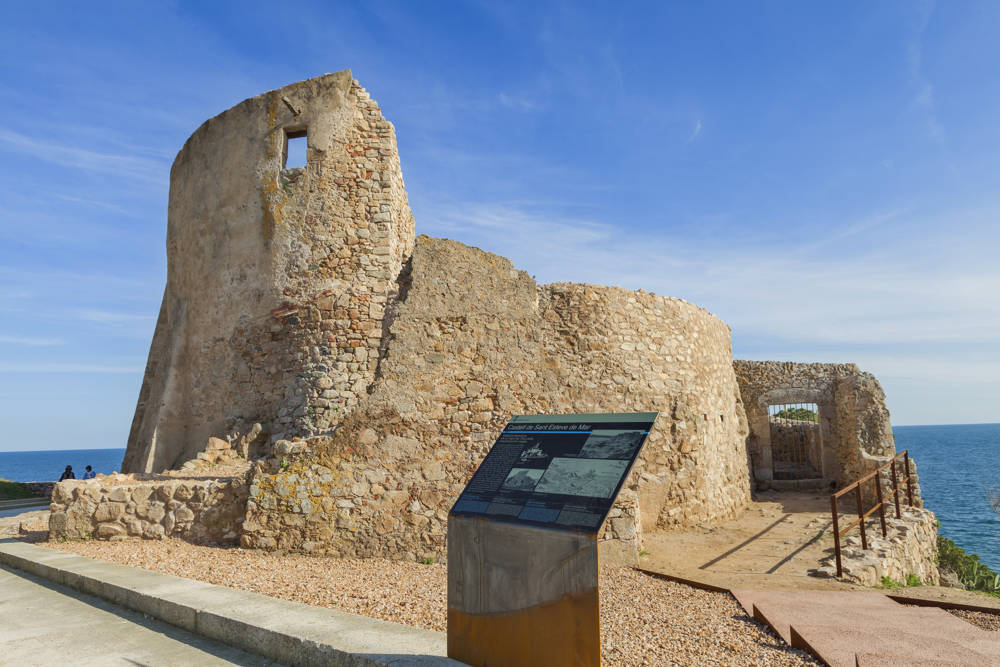
Vista general del Castell de Sant Esteve de Mar, o de la Fosca, a Palamós, consolidat el 2015.

De les vigilàncies a Sant Esteve se n'ocupaven de forma mancomunada les parròquies de Palamós, Vila-romà i Vall-llobrega, tot compartint les despeses de pólvora, de les bombardes i els arranjaments que requerien els murs de la fortalesa. El 1568, al llibre del clavari de la Universitat de Palamós hi consta el pagament d'algunes obres de reparació de la “fortalesa de la Fosca”. Un segle més tard, cap el 1650, encara es feien regularment les guàrdies a Sant Esteve.
Aquesta ambivalència entre mas, fortí i punt de vigilància va continuar fins a final del segle xviii, perquè encara que les incursions de pirates algerians eren molt minses, existien altres perills: naus angleses, contraban, naus de zones on hi havia pesta, etc. Amb el temps, es deixaren de fer guàrdies a la Fosca i la feina agrícola va acabar essent l'única activitat que es realitzava a l'edifici.
L'antic castell va romandre com a masia fins a mitjans del segle xx, moment en què fou definitivament abandonat. A partir d'aquest moment, va patir una lenta però progressiva degradació. La seva situació, prop del mar, sotmès a les inclemències del temps, i també apartat dels nuclis més freqüentats, van ser factors determinants per a la seva decadència.
La situació del castell va fer un tomb amb la signatura d'un conveni de col·laboració establert entre la Generalitat de Catalunya i La Caixa d'Estalvis i Pensions de Barcelona “La Caixa”, per al desenvolupament del “Programa Romànic Obert”, i el conveni específic, de data 30 d'octubre de 2009, establert entre aquests dos organismes i l'Ajuntament de Palamós, una vegada el bé va passar de propietat privada a municipal.
Entre els anys 2011 i 2015 es van dur a terme les obres de consolidació, amb les conseqüents feines de desbrossament, neteja, des-enrunament, planimetria, projecte i consolidació.